# Heteromorpha arborescens
Heteromorpha arborescens là một loài thực vật có hoa trong họ Hoa tán. Loài này được (Spreng.) Cham. & Schltdl. mô tả khoa học đầu tiên năm 1826.